# Guntung (Medang Kampai)
Guntung is een bestuurslaag in het regentschap Dumai van de provincie Riau, Indonesië. Guntung telt 1148 inwoners (volkstelling 2010).